# Pas de répit pour Mélanie
Pour plus de détails, voir Fiche technique et Distribution.
Pas de répit pour Mélanie est un film québécois réalisé par Jean Beaudry sorti en 1990. Il fait partie de la série de films pour la jeunesse Contes pour tous produits par Rock Demers.

## Synopsis
Mélanie, une jeune fille de la campagne, reçoit chez elle pour les vacances d’été sa correspondante Florence. Inspirées par Le Petit Prince de Saint-Exupéry, elles décident « d’apprivoiser » madame Labbé, une vieille dame solitaire vue comme une sorcière par plusieurs des enfants du village. Lorsque madame Labbé se fait voler ses biens les plus précieux ainsi que son animal de compagnie, un petit cochonnet, c’est l’occasion pour Mélanie et Florence de jouer les détectives. Ce sera aussi l’occasion pour elles de découvrir la réalité des personnes âgées.

## Fiche technique
- Réalisation : Jean Beaudry
- Scénario : Jean Beaudry et Stella Goulet, d'après une idée de Stella Goulet
- Sociétés de production : Les Productions La Fête
- Producteur : Rock Demers
- Distribution :
- Image : Éric Cayla
- Décor :
- Costumes : Huguette Gagné
- Son : Serge Beauchemin
- Montage : Hélène Girard
- Musique : Jean Corriveau
- Attaché de presse :
- Genre : comédie dramatique
- Durée : 95 minutes
- Pays de production :  Canada
- Langue : français
- Son : Dolby
- Image : couleur
- Date de sortie en salle :

## Distribution
- Marie-Stéphane Gaudry : Mélanie
- Kesnamelly Neff : Florence
- Madeleine Langlois : madame Labbé
- Vincent Bolduc : Martin-Pierre
- Alexandre Neszvecko : Louis
- Johanne Marie Tremblay : la mère de Mélanie
- Clément Cazelais : le père de Mélanie
- Ghyslain Tremblay : Gougoutte
- Jocelyn Bérubé : le chef de police
- Claire Pimparé : la femme médecin
- Paul Dion : le père de Louis
- Ellery Picard : Alexis
- Camille Cyr-Desmarais : Sarah
- Capucine Powers : Julie
- Marc Désourdy : Bouliamme
- Bruno Viens : le voleur
- Claude lemieux : l'infirmier

## Autour du film
Pas de répit pour Mélanie est le dixième film de la série des Contes pour tous et le premier de la série que réalise Jean Beaudry.  Celui-ci s'était fait connaitre auparavant par deux drames cosignés avec François Bouvier : Jacques et Novembre en 1984 et Les Matins infidèles en 1988.
Stella Goulet écrit seule une première version du scénario qui sera remanié par Beaudry. Le film est tourné pendant l'été 1989 et lancé au Québec en juin 1990. Il est également présenté en compétition au Festival du film francophone de Namur en septembre 1990.
Jean Beaudry réalisera deux autres Contes pour tous : Tirelire, combines et cie (1992), le film suivant de la série, et La Gang des hors-la-loi (2014), le dernier film produit par Rock Demers.